# Бирлик (Есильский район)
Бирлик (каз. Бірлік) — село в Есильском районе Северо-Казахстанской области Казахстана. Входит в состав Петровского сельского округа. Код КАТО — 594253200.

## Население
В 1999 году население села составляло 467 человек (238 мужчин и 229 женщин). По данным переписи 2009 года, в селе проживало 276 человека (139 мужчин и 137 женщины).